# Johnsbach (Glashütte)
Johnsbach ist ein Ortsteil der sächsischen Stadt Glashütte im Landkreis Sächsische Schweiz-Osterzgebirge.

## Geografie
Johnsbach liegt etwa fünf Kilometer südwestlich von Glashütte im Osterzgebirge. Im Osten liegt das Müglitztal, das von dem namensgebenden Fluss, der Müglitz durchflossen wird. Auf der Flur von Johnsbach befindet sich die Wüstung Kleinhain.

### Nachbarorte
| Schmiedeberg | Luchau                                      | Glashütte  |
| Dönschten    | Kompassrose, die auf Nachbargemeinden zeigt | Bärenhecke |
|              | Falkenhain                                  |            |

## Geschichte
Das Waldhufendorf Johnsbach soll um 1200 gegründet worden sein und hatte einen östlich gelegenen Ortsteil Bärenhecke. Johnsbach war 1406 zur Pflege Dohna und seit 1548 zum Amt Pirna gehörig. Die Grundherrschaft übten die Rittergüter Naundorf, Bärenstein, Polenz und Schmiedeberg aus. Von 1856 bis 1875 gehörte Johnsbach dem Gerichtsamt Lauenstein an, danach der Amtshauptmannschaft Dippoldiswalde. Der Ort hatte eine eigene Pfarrkirche. Im Jahr 1900 betrug die Fläche der Gemarkung 1092 Hektar. Die Bevölkerung Johnsbachs teilte sich 1925 in 751 evangelisch-lutherische Einwohner und sieben Katholiken auf. 
U. a. 1927 wurde der Ort von einer Hochwasserkatastrophe heimgesucht.
1952 wurde Johnsbach Teil des Kreises Dippoldiswalde, der 1994 in den Weißeritzkreis überging. Im selben Jahr wurden Johnsbach und sein Ortsteil Bärenhecke nach Glashütte eingemeindet. Johnsbach wurde im August 2008 Teil des aus Landkreis Sächsische Schweiz und Weißeritzkreis gebildeten Landkreises Sächsische Schweiz-Osterzgebirge.

### Entwicklung der Einwohnerzahl

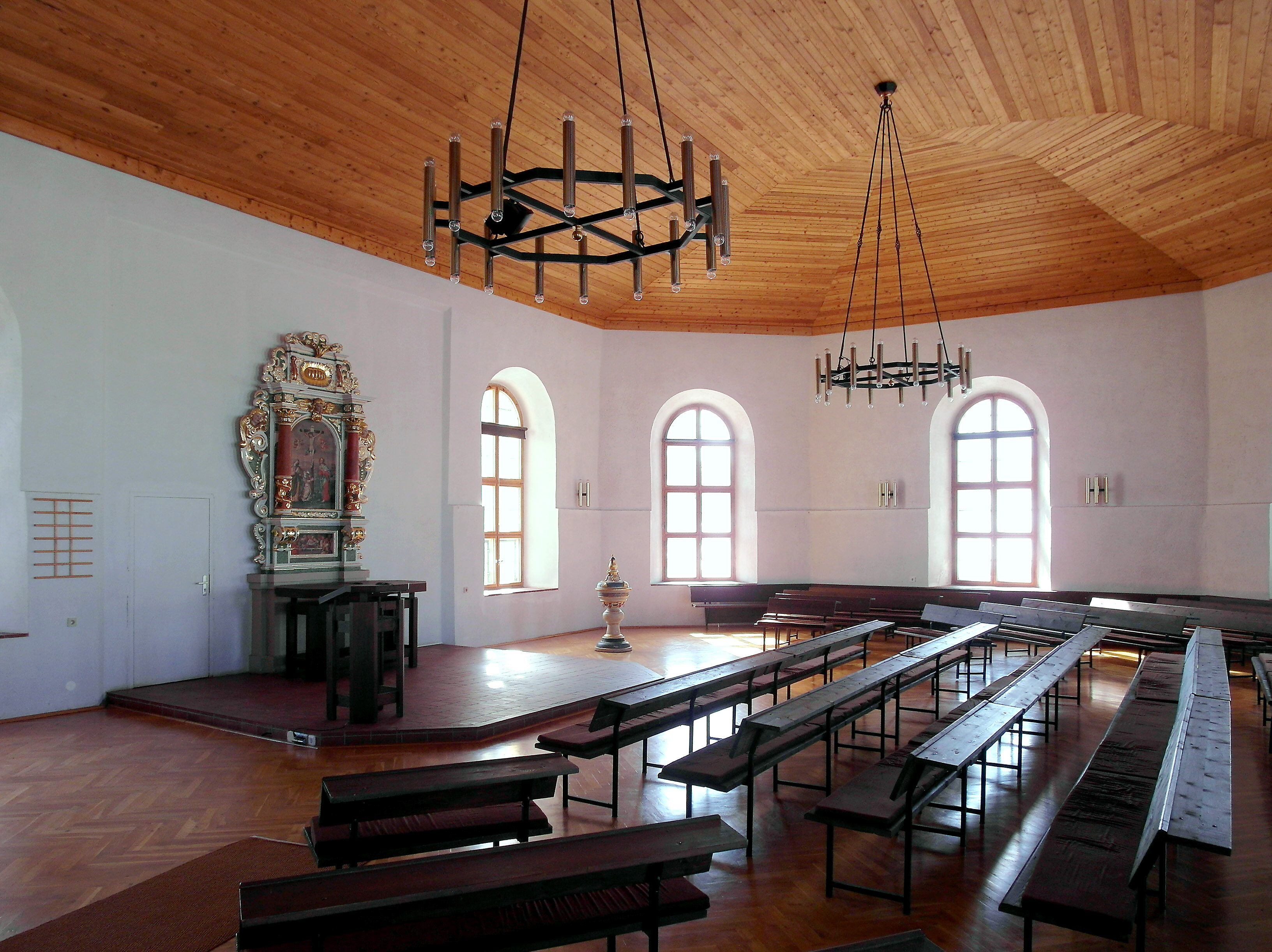
Dorfkirche, Innenansicht

| Jahr | Einwohnerzahl                             |
| ---- | ----------------------------------------- |
| 1551 | 47 besessene Mann, 4 Häusler, 50 Inwohner |
| 1764 | 53 besessene Mann, 5 Gärtner, 21 Häusler  |
| 1834 | 592                                       |
| 1871 | 729                                       |

| Jahr | Einwohnerzahl |
| ---- | ------------- |
| 1890 | 705           |
| 1910 | 865           |
| 1925 | 760           |
| 1939 | 769           |

| Jahr | Einwohnerzahl |
| ---- | ------------- |
| 1964 | 1073          |
| 1950 | 1142          |
| 1964 | 836           |
| 1990 | 689           |

| Jahr | Einwohnerzahl |
| ---- | ------------- |
| 2011 | 426           |
| 2020 | 387           |

## Kirche
Die Kirche Johnsbach ist ein leicht gestrecktes, achteckiges Bauwerk mit Zentralbaucharakter, das der Dorfkirche Pretzschendorf ähnelt; sie wurde in den Jahren 1749/50 von Andreas Hünigen unter Verwendung älterer Teile erbaut. Im Jahr 1972 wurde sie durch Brand zerstört, in den Jahren 1976–1984 erfolgte der Wiederaufbau mit völlig veränderter Innenausstattung. Vom spätgotischen Vorgängerbauwerk blieben das Untergeschoss des Turms (die ehemalige Sakristei) und ein Teil des südlichen Anbaus erhalten.
Der Turm an der Ostseite ist mit achteckigem Glockengeschoss, Welscher Haube und Laterne sowie mit einem auf 1672 datierten Korbbogenportal versehen. Der Anbau ist zweigeschossig ausgebildet, die Eingangsvorhalle mit Korbbogenportal und Treppenhaus versehen. 
Im Innern ist ein spätgotischer Sakramentsschrein mit Vorhangbogennische erhalten, der im Jahr 1749 aus der alten Sakristei hierher versetzt wurde. Große Rundbogenfenster mit kleineren querrechteckigen darunter erhellen den Raum.
Von der Ausstattung ist ein Altar aus dem Jahr 1688 erhalten, der laut Inschrift vom Peter Hoffmann aus Schmiedeberg gefertigt wurde; er ist mit Gemälden von Christian Männigen aus Dresden versehen und zeigt im Hauptfeld die Kreuzigung, in der Predella das Abendmahl. Die hölzerne Taufe ist mit der Jahreszahl 1735 versehen, die Taufschale mit 1627.